# Nicandro ed Ermete
Nicandro (... – Myra, fine I sec.) ed Ermete o Ermeo (... – Myra, fine I sec.) furono due martiri di Myra. 

## Biografia
Nicandro è considerato il primo vescovo di Myra in Licia, discepolo di san Tito, a sua volta discepolo e stretto collaboratore di san Paolo apostolo. Ermete sarebbe stato un sacerdote, compagno di Nicandro nel martirio.

## Il culto
Dal Martirologio Romano al 4 novembre: